# Пол Дей
Пол Марио Дей (на английски: Paul Mario Day) е първият вокалист на Айрън Мейдън в периода 1975 – 1976 г. По-късно той формира група наречена „Мор“ (More), която свири на Donington Monsters of Rock Festival през 1981 г. Бил е вокалист на Уайлдфайър от 1983 до 1984 г. Записва албум на живо в Marquee Club в Лондон като вокалист на Дъ Суийт през 1986 г.